# Rodolfo Becerril Straffon
Rodolfo Becerril Straffon (Cuernavaca, Morelos, 27 de noviembre de 1943-Ibidem., 20 de agosto de 2021) fue un político, escritor, catedrático, articulista, consultor y economista mexicano del Estado de Morelos, catedrático dentro de la Universidad Politécnica del Estado de Morelos.

## Reseña biográfica
Cursó sus primeros estudios en Cuernavaca, su ciudad natal, para ingresar a la hoy Facultad de Economía de la UNAM en la que se tituló. Realizó estudios de posgrado en Berlín, Alemania y en la Escuela de Planificación y Estadística de Varsovia, Polonia.  Tiene un doctorado de la Universidad de la Sorbona de París, Francia. Fue presidente del Colegio Nacional de  Economistas. Ha impartido clases  en la Facultad de Economía de la UNAM, en la Escuela Nacional de Antropología e Historia,  en  la Escuela de Estudios Profesionales de la UNAM en Acatlán.  Actualmente imparte cátedra en la Maestría de doble diploma en Ciencias Políticas con especialidad en Administración y Gestión en el  CIDHEM en donde también conduce un seminario sobre Instituciones Políticas y Procesos Electorales.
Ha publicado varios libros, dentro de los que destacan: “Testimonios de Hoy” (Radio educación); “Debate Parlamentario” (Miguel Ángel Porrúa); “Señales de Alerta: una mirada crítica al Morelos del siglo XXI” (Miguel Ángel Porrúa);  “ Morelos: la palabra como punto de partida” (Editorial: La rana del sur);  “Las Finanzas Públicas en el estado de Morelos: análisis del proceso hacendario de la federación al municipio” (Universidad Autónoma del estado de Morelos, UAEM);  coautor de “Los Artesanos nos dijeron de la “Antología de textos de Arte Popular” (FONAPAS);  de “Trasnacionales, Agricultura y Alimentación” (Editorial Nueva Imagen);  de “El sector social en la economía: una opción frente a la crisis” (Siglo XXI editores); de “1995: la economía mexicana en peligro” (Ediciones Cal y Arena); de “La Reforma del PRI y el cambio democrático” (Noriega Editores) “El pulso de las Jornadas” (inédito). “Economía, Política y Cultura de las Artesanías (inédito). Compilador del libro “Antonio Riva Palacio: morelense ejemplar” (2007, Fundación Colosio Morelos, A.C.).
Fue diputado federal por Morelos y en ese carácter fungió como secretario de la Gran Comisión de la Cámara de Diputados LV Legislatura. Igualmente fue senador de la República en las LVI y LVII legislaturas; diputado local y presidente del Congreso de Morelos. Como representante popular integró y presidió varias comisiones parlamentarias, señaladamente las de Hacienda, Comercio y Relaciones Exteriores.
En el Partido ha sido Presidente de la Liga de Economistas Revolucionarios de Morelos; Miembro del Consejo Político Nacional del PRI; Miembro del Consejo Político Estatal del PRI;  Coordinador Regional del CEN en Morelos, Puebla, Tlaxcala, y Guerrero para la reforma del PRI; Miembro de Consejo Editorial de la Revista Línea; Delegado del CEN en Querétaro; Secretario General Adjunto del CEN del sector popular (CNOP); Subsecretario de Divulgación Ideológica del CEN; Presidente de la Comisión Nacional del Movimiento Gremial; Miembro del Comité Técnico de Asuntos Económicos del CEN del PRI; Secretario de la Comisión de Presupuesto y Fiscalización del Consejo Político del CEN del PRI; Presidente la Fundación Colosio filial Morelos, A.C.
Fue consultor en temas culturales de la OEA y de la UNESCO y merecedor de  la  Condecoración de la orden al Mérito en grado de medalla de plata, otorgada por el Gobierno de Polonia;  De la Condecoración “Cruz de Comendador” de la orden de Mérito otorgada igualmente por el Gobierno de Polonia y Condecoración de la Orden de la Estrella en grado de Comendador otorgada por el  Gobierno de Rumania.
Como periodista y articulista fue director de la revista “Factor Económico”, editorialista en distintos momentos de Radio Educación, la Jornada, la Jornada Morelos, el Universal, el Día, Uno más Uno, Agencia de noticias NOTIMEX, canal 13 de televisión,  Cable Noticias de Morelos (Canal 6), Estéreo Mundo, Línea Caliente y Diario de Morelos en donde por más de 5 años publicó su columna Perspectivas.

### Estudios profesionales
Licenciado en Economía por la UNAM. 
Estudios de posgrado en la Escuela Central de Planificación y Estadística de Varsovia, Polonia
Seminario en Planificación: Escuela de Economía de Berlín, Alemania.
Doctorado sobre economía del desarrollo en la Universidad de París, Francia (Sorbona)

### Docencia
Profesor de la Facultad de Economía de la UNAM en las siguientes materias:
Teoría Económica; Planificación Económica; Economía del Sector Público; Economía del Socialismo
Profesor de Economía del Desarrollo en la Escuela Nacional de Antropología e Historia.
Profesor de Planificación Económica en  la Escuela de Estudios Profesionales de la UNAM en Acatlán
Profesor de Teoría Política en el Instituto de Capacitación Política del PRI
Profesor de Derecho Tributario Fiscal Comparado en la maestría de Ciencia Jurídica Empresarial  en la Universidad Internacional José Vasconcelos
En la actualidad Profesor de  Contabilidad Pública, Fiscalización y Gestión desde la perspectiva de las Finanzas Públicas en la Maestría de doble diploma en Ciencias Políticas con especialidad en Administración y Gestión que auspician  el Centro de Investigación y Docencia en Humanidades del Estado de Morelos, CIDHEM y el Instituto de Preparación a la Administración General  de la Universidad de Bretaña Occidental (Francia) y 
Profesor del seminario en Instituciones Políticas y Procesos Electorales en la maestría y doctorado en Ciencia Política, CIDHEM 

### Responsabilidades Administrativas
Economista de la Secretaría de la Presidencia
Jefe de Análisis Económico de CONASUPO
Gerente de planta de industrias CONASUPO
Director General de Estudios Económicos de la Secretaría de Industria y Comercio, director general del Fondo Nacional de Fomento las Artesanías, (FONART), secretario de Desarrollo Económico del Gobierno del Estado de Morelos, secretario técnico de la Comisión de Atención y Seguimiento del caso Oceanografía SA de CV en el Senado de la República.

### Actividad Periodística
Como periodista y articulista fue director de la revista “Factor Económico”, editorialista en distintos momentos de Radio Educación, la Jornada, la Jornada Morelos, el Universal, el Día, Uno más Uno, Agencia de noticias NOTIMEX, canal 13 de televisión,  Cable Noticias de Morelos (Canal 6), Estéreo Mundo, Línea Caliente y Diario de Morelos en donde por más de 5 años publicó su columna Perspectivas. 

### Actividades Internacionales
Consultor sobre temas culturales de la OEA y la UNESCO, 
Presidente del Comité de Artesanías del Sistema Económico Latino Americano (SELA) con sede en Panamá; 
Presidente del Consejo Internacional de Acción Mundial de Parlamentarios (GLOBAL ACTION) organización que agrupa a parlamentarios de 46 países con sede en Nueva York; 
Vicepresidente del VI Congreso Mundial de Economistas. 
Presidente o integrante  de varias delegaciones en eventos parlamentarios de carácter internacional dentro y fuera del país.

### Representación Popular
Ha sido diputado federal, secretario de la Gran Comisión de la Cámara de Diputados LV Legislatura, senador de la República LVI y LVII legislaturas, 
diputado local y presidente del Congreso de Morelos.
Como representante popular integró y presidió varias comisiones parlamentarias, señaladamente las de Hacienda, Comercio y Relaciones Exteriores.

### Actividades partidistas
Presidente de la Liga de Economistas Revolucionarios de Morelos, 
Miembro del Consejo Político Nacional del PRI
Miembro del Consejo Político Estatal del PRI;  
Coordinador Regional del CEN en Morelos, Puebla, Tlaxcala, y Guerrero para la reforma del PRI.
Miembro de Consejo Editorial de la Revista Línea
Delegado del CEN en Querétaro
Secretario General Adjunto del CEN del sector popular (CNOP). 
Subsecretario de Divulgación Ideológica del CEN. 
Presidente de la Comisión Nacional del Movimiento Gremial.
Miembro del Comité Técnico de Asuntos Económicos del CEN del PRI, 
Secretario de la Comisión de Presupuesto y Fiscalización del Consejo Político del CEN del PRI 
Presidente la Fundación Colosio filial Morelos, A.C.

### Condecoraciones y distinciones
Presidente del Colegio Nacional de Economistas. A.C. 
Presidente del Segundo Congreso Nacional de Economistas.
Diploma al mejor profesional morelense (1978). 
Hijo predilecto de Cuernavaca, presea otorgada por el H. Ayuntamiento (1978).
Condecoración de la orden al Mérito en grado de medalla de plata, otorgada por el Gobierno de Polonia. 
Condecoración “Cruz de Comendador” de la orden de Mérito otorgada igualmente por el Gobierno de Polonia 
Condecoración de la Orden de la Estrella en grado de Comendador otorgada por el  Gobierno de Rumania

### Publicaciones
“Testimonios de Hoy” (FCE).
“Debate Parlamentario” (Miguel Ángel Porrúa).
“Señales de Alerta: una mirada crítica al Morelos del Siglo XXI” (Miguel Ángel Porrúa). 
“Morelos: las palabra como punto de partida” (Rana del Sur).
“Antología de textos sobre Arte popular (FONAPAS-FONART). 
“Trasnacionales, Agricultura y Alimentación” (Editorial Nueva Imagen). Coautor
“Los artesanos nos dijeron” en colaboración con Adalberto Ríos Szalay (FONART- FONAPAS).
“El sector social en la economía: una opción frente a la crisis” (Siglo XXI editores) Coautor
“1995: la economía mexicana en peligro” (Ediciones Cal y Arena); Coautor
La Reforma del PRI y el cambio democrático (Noriega Editores) Coautor
“El pulso de las Jornadas” (inédito). 
“Economía, Política y Cultura de las Artesanías (inédito). 
“Antonio Riva Palacio: morelense ejemplar” (2007, Fundación Colosio Morelos, A.C.) Compilador y autor
“Las Finanzas Públicas en el estado de Morelos” editado por las Facultades de Derecho y Contaduría, Universidad Autónoma del Estado de Morelos, septiembre de 2008
Diversos artículos y ensayos en revistas especializadas, y en  revistas varias editadas por el Partido Revolucionario Institucional
Prologuista en una decena de libros 

### Organizaciones Civiles
Miembro de la Sociedad Mexicana de Planificación,
Miembro  de la Fundación Manuel Buendía, 
Miembro  de la Asociación de exalumnos de la Facultad de Economía.(AEFE), 
Miembro de la Junta de Gobierno del Colegio Madrid, A.C
Miembro de  Asociación Mexicana de Amigos de Polonia, A.C.
Miembro del Colegio Nacional de Economistas
Miembro de la Academia de Cronistas de la Sociedad Mexicana de Geografía y Estadística, SMG.
Miembro de la Academia de Economía Política de la Sociedad Mexicana de Geografía y Estadística, SMGE.